# A24 (Groot-Brittannië)
De A24 is een weg in Engeland.
De weg verbindt Londen via Dorking en Horsham met Worthing. de weg is 85.2 km lang
Routebeschrijving
De weg begint in Londen op de kruising Lomg Road/Clapham Common South side met de A3 en loopt in zuidwestelijke richting door de stad. De A24 kruist op de kruising met The Avenue/Cavendish Road de A205. Dan kruist ze op de kruising Trinity Road/Trooting Road kruist de A214. Op de kruising Garrat Lane/Mitcham Road kruist ze de A217. Op de kruising met de Kingston Road  A238 en op de kruising Western Road sluit de A236 aan daarna sluit op de kruising Morden Road sluit de A219 en op de kruising Morden Hall Road sluit de A297 aan, op de kruising Central Road sluit de A239 aan en kruist op de kruising Cheam Commom Road/Maiden Road de A2043. Vervolgens sluit op de kruising met de Ewell By Pass de A240 aan. Vanaf hier lopen de A24 en de A240 samen en kennen de op de kruising Cheam Road aansluiting van de  A232. De A240 buigt op de kruising met de Regate Road weer naar het zuidoosten af. Dan sluit op de kruising Upper High Street A2220 aan de weg loopt verder naar het zuidwesten en kruist de 25 zonder aasnluiting. De weg komt nu bij de Knoll Roundabout waar de A243 aansluit. De A25 loopt verder via de  rondweg van Leatherhead en loopt verder naar de Givens Grove Roundabout waar de A246 aansluit en komt in de stad Dorking waar ze op een rotonde The Dorking Cock genaamd de A25 kruist. Dan loopt de A24 verder in oostelijke richting naar de Great Daux Roundabout waar de A264 aansluit. Vanaf hier is er een samenloop met de A264 tot aan de afrit Highwood Hlll Inerchange A264 weer afsplitst, onderweg passeren de A24/A264 Horsham waar bij de  afrit Farthings Hill Interchange A281 en loopt via de rondweg Southwater. De weg kent op de kruising met de Coolham Road de aansluiting van de A272 die iets zuidelijker op de kruising Cowfold Road waar afbuigt, passeert Ashington met een rondweg en ket verder naar het zuiden op een rotonde de aansluiting van de A283. De A25 loopt nog via de rondweg van Finton waar de A280 aansluit en eindigt enkele kilometers verder naar het zuiden in Worthing op een rotonde met de A27 en de A2031.